# Llanddewi Velfrey
Llanddewi Velfrey è un centro abitato del Galles, situato nella contea del Pembrokeshire.